# Ripka Ferenc
Ripka Ferenc (Isaszeg, 1871. szeptember 1. – Budapest, 1944. március 9.) politikus, Budapest egykori főpolgármestere.

## Élete
Ripka Antal erdészsegéd és Szkalka Mária fia. Ripka Ferenc még kiskorú volt, amikor édesapja meghalt. A család nehezen élt, nélkülözött. Amikor Budapestre költözött, akkor a II. kerületi Toldy Ferenc Reáliskola diákja lett.
Szorgalma miatt ösztöndíjakat kapott, mindennapi ebédjét a budai kapucinusoktól kapta, az iskola mellett tanította diáktársait is, az ezért kapott pénzből fedezte egyéb kiadásait.
A Toldy Ferenc Reáliskolában érettségizett, majd a Műegyetemen tanult tovább. Hamarosan átiratkozott a budapesti Tudományegyetem jogi karára, de Kolozsváron is folytatott tanulmányokat. Tanulmányai mellett újságírással foglalkozott, a Fővárosi Lapokba, a Magyar Újságba írt, a Magyar Távirati Irodánál és a Hazánknál dolgozott.
Fiatal újságíróként írt a „Gödöllő és Vidéke” című helyi lapban, a gödöllői „Honvédszobor-Bizottság” titkára volt, 1890-ben Kegyelet-Albumot szerkesztett az 1848-1849-es szabadságharc hősi halottainak emlékére.
1894-ben helyezkedett el a Ganz és Társa Vasöntő és Gépgyár Rt.-nél. Végigjárta a szamárlétrát, levelező volt, majd titkár, végül cégvezető titkár. A Ganz által létesített elektromos városi világítási telepek ügyintézője volt. Tanulmányutakra járt, majd minden Nyugat-Európai országban járt. A legtöbb magyar világítóüzem megszervezésében, mint a Ganz főtitkára részt vett.
Az újságokban számos szakcikket jelentetett meg.
1906-ban a főváros törvényhatósági bizottságának tagja lett. Miután a főváros magához vonta az Elektromos Műveket és a Gázműveket 1910-ben, Bárczy István polgármester felkérte, hogy legyen a Gázművek vezérigazgató-helyettese.
1912-ben lett a Gázművek vezérigazgatója. Ripka ideje alatt a Gázművek Európa egyik legmodernebb üzemévé vált, mellesleg a főváros egyik lejövedelmezőbb vállalata volt.
Mint a Gázművek vezérigazgatója építtette a fővárosi óbudai gázgyárat.
Az első világháború utáni összeomlás és utána bekövetkező forradalmak miatt eltávolították a Gázművek éléről, amikor visszakerült a pozíciójába, a Gázművek súlyos pénzügyi helyzetben volt. 1924-re sikerült a céget stabilizálnia és jövedelmezővé tennie.
Bethlen István pártjának, az 1924-ben szervezett községi Polgári Párt vezetője lett.
A Gázművek Rt-nél végzett munkájának köszönhető, hogy a Kormányzó Budapest kormánybiztosává nevezte ki 1924. augusztus 23-án. 1925. július 21-én és 1931. január 28-án Budapest főpolgármesterévé választották. Főpolgármestersége idejére datálódik a főváros törvény (1930. évi XVIII. törvénycikk)
Székfoglaló beszédében az evangéliumi szeretetre hívta fel a figyelmet és könyörtelen harcot hirdetett a drágaság, a munkanélküliség és a TBC ellen.
Számos, akkor nem divatos eszközzel élt, amerikai fagyasztott húst hozatott be, a burgonya árát hatóságilag szabályozta, szervezett hatósági alma- és tojásakciókat is az árak letörésére.

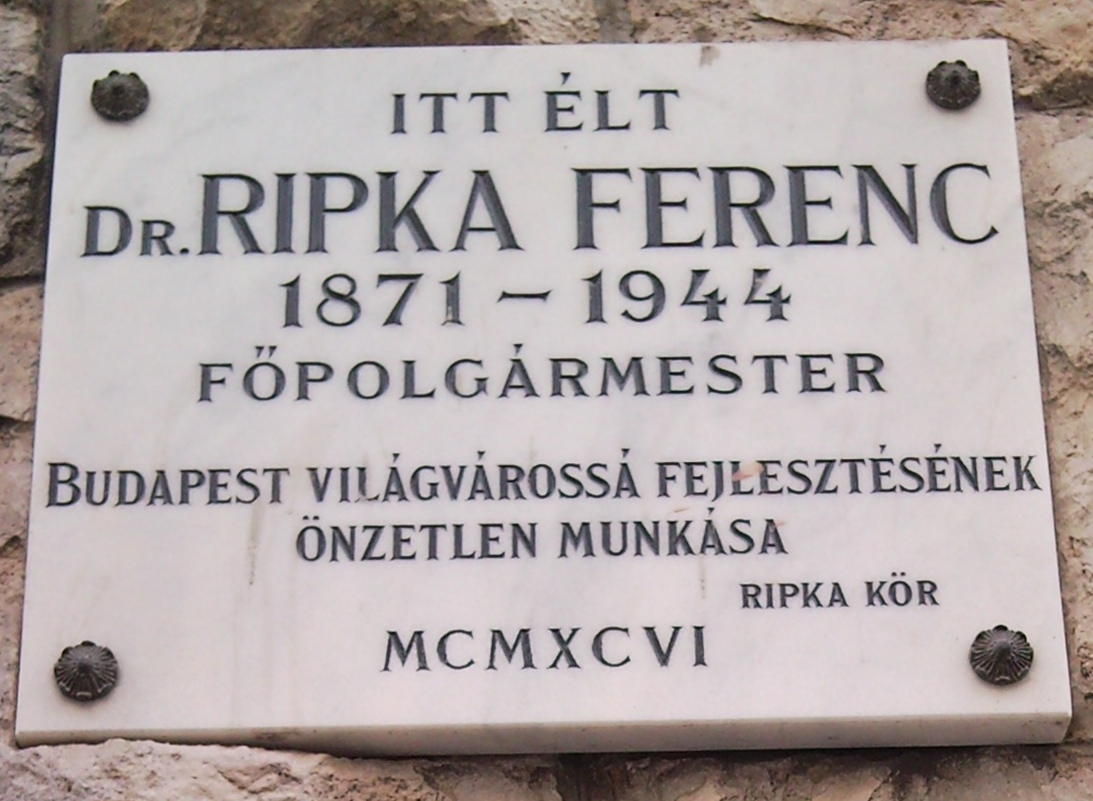
Emléktáblája:
I. kerület Gellérthegy utca 13.

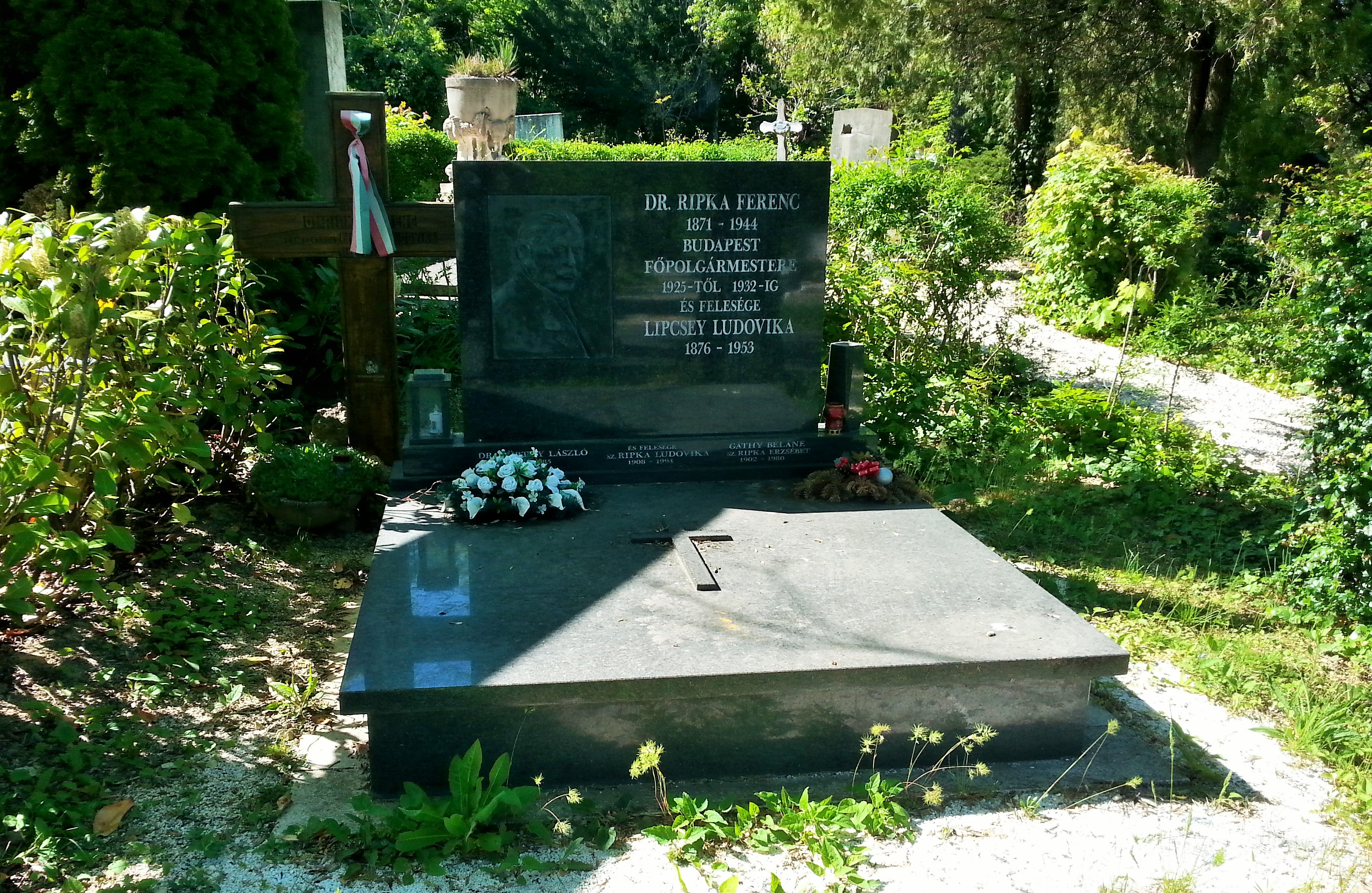
Ripka Ferenc sírja a budapesti Farkasréti temetőben

Fő feladatának a főváros pénzügyeinek rendbetételét tekintette. Átvilágíttatta az üzemek működését, racionalizáltatta a pénzügyeket és a költségvetést.
Az idegenforgalom fejlesztésére kiemelt hangsúlyt helyezett. Ő vezette be 1926-ban Budapesten a Szent István-hét rendezvénysorozatot.
1932-ben ment nyugdíjba.
Nyarait a Balatonon, Fonyód-Bélatelepen töltötte, a Balaton szerelmese volt. A mai napig megtalálható Fonyódon a róla elnevezett fa, egy kanadai nyárfa a strandlejárónál, a  Ripka bácsi fája. Az ehhez kapcsolódó történet a következő: Ripka Ferenc nagyon szerette a gyerekeket, mindig volt hozzájuk egy-egy kedves szava, a zsebében cukorka, amivel megkínálta őket. A gyerekek hangosan köszöntötték, amikor meglátták: „Kezitcsókolom Ripka bácsi!” Miután „Ripka bácsi” meghalt, a bélatelepi gyerekek a strandra lemenet az öreg fát üdvözölték rendszeresen a megszokott köszöntéssel, s ez áthagyományozódott a későbbi bélatelepi nemzedékekre is, s tart mind a mai napig. A sétány ma Ripka Ferenc nevét viseli.
Szívbántalmai voltak, ez okozta halálát is.
A főváros saját halottjának tekintette, temetése 1944. március 11-én volt a Farkasréti temetőben.
Felesége Lipcsey Lujza (Ludovika) volt.

## Elismerése
Érdemei elismeréséül 1901-ben a Ferenc József-rend lovagkeresztjét, 1917-ben a Polgári Érdemkeresztet, 1918-ban a Koronás Arany érdemkeresztet, és udvari tanácsosi címet kapott. 
A Magyar Érdemkeresztet tulajdonosa.
1927-től a kormányzó a felsőház örökös tagjává nevezte ki.
1931-ben a bolgár királytól a Polgári érdemrend nagy tiszti keresztjét kapta meg.
Kapott köszönőlevelet XI. Piusz pápától a Szent Imre ünnepségek sikeres megrendezéséért, a „Pro Ecclesia et Pontifice” pápai kereszt tulajdonosa. 
Fonyód község díszpolgára. 
Több társadalmi szervezetnek tagja volt, többek között a Krisztinavárosi Római Katolikus Egyházközségnek, a Budai Társaskörnek, a 33-as Labdarúgó Klubnak, elnöke volt a Budai Dalárdának, a Klotild Szeretetház Egyesületnek és a fonyódi Gróf Zichy Béla-telepnek.
Díszelnöke volt a „Nyomorék Gyermekek Országos Otthonának”, a „Baross-Szövetség Hazai Iparpártoló Propaganda Nagy Bizottságának”.
Igazgatósági tagja volt a „Magyar Hírlapírók Országos Nyugdíjintézetének”, a Szent István Társulat igazgató-választmányának tagja volt.
Mint katolikus, egyháza társadalmi gyűjtéséből ő bővíttette 1920-21-ben az 1902-ben épült fonyódi katolikus templomot és plébániát.

## Művei
Irodalmi munkássága is jelentős, az ő nevéhez fűződik a „Mechwart-album”, „Gödöllő, a királyi család otthona”, „Erzsébet királyné Gödöllőn”, „A városi közüzemek és azok szervezete”, „Bécs és Berlin világítási közüzemei” és „Budapest elektromos telepe” című kiadvány.